# ジム・ポラード
ジェームズ・クリフォード・ポラード (James Clifford Pollard, 1922年7月9日 - 1993年1月22日) は、アメリカ合衆国カリフォルニア州オークランド出身の元プロバスケットボール選手、指導者。身長193cm、体重83kg。ポジションはスモールフォワード。プロキャリア8年をミネアポリス・レイカーズ一筋でプレーした。ジョージ・マイカン、ヴァーン・ミッケルセン、そしてポラードのトリオはしばしばNBA史上最高のフロントラインと評され、彼らを擁したレイカーズは3連覇を含む5回の優勝を果たした。1978年に殿堂入りを果たしている。

## 選手キャリア
ジム・ポラードことジェームス・クリフォード・ポラードは、スタンフォード大学バスケットボールチームの主力選手の一人であり、1942年のNCAAトーナメントで同校は優勝を果たすも、ポラードは決勝では病気のためにプレイすることができなかった。
ポラードはBAA（NBAの前身）最初のドラフトである1947年のBAAドラフトで1巡目外でシカゴ・スタッグズから指名を受けるが、ポラードはスタッグズには入団せず、NBL所属のミネアポリス・レイカーズでプレイした。ポラードはこのレイカーズで数々の栄光を勝ち取ると共に、当時最高のフォワードの一人として活躍することになる。レイカーズにはジョージ・マイカンという当時バスケット界最高峰のセンターが在籍しており、彼とポラードが形勢するフロントラインは他チームの脅威となった。レイカーズは1947年のNBLチャンピオンシップ優勝を果たした。
翌1948年にレイカーズはNBLからBAA（NBAの前身）に籍を移し、ポラードは平均14.8得点の成績を記録し、オールBAA1stチームに選出される。チームもプレーオフを勝ち上がり、ファイナルではワシントン・キャピトルズを破ってBAA加盟1年目にして優勝を果たした。BAAがNBAと名を変えた翌シーズンにはフォワードのヴァーン・ミッケルセンが加わり、レイカーズのフロントラインは益々充実して、レイカーズはファイナルを制し、レイカーズはNBA史上初めて連覇を達成したチームとなった。翌1950-51シーズンにポラードは11.6得点9.0リバウンドを記録し、オールスターに初出場するが、チームはプレーオフでロチェスター・ロイヤルズの前に破れ、三連覇はならなかった。
マイカンを中心に据えたレイカーズのフロントラインがあまりにも強力過ぎるため、リーグは1951年に制限区域（ペイントエリア）拡大に踏み切った。レイカーズにとっては最大の強みであるインサイドでの優位性を損なわせるルール変更だったが、レイカーズはものともせず、このシーズンのファイナルを制し、さらに翌年も、その翌年のファイナルも制して、NBA初の三連覇を達成し、ポラードはレイカーズで5つのチャンピオンリングを手に入れることになった。マイカン、ミッケルセン、ポラードのトリオに支えられたレイカーズは、NBA初の"王朝"と呼ばれる存在だった。しかしレイカーズ王朝もマイカンの引退により、終焉の時を迎えた。トリオの中では最年長だったポラードも、マイカンが引退して最初のシーズンとなった1954-55シーズンに、彼が担っていた役割を他のチームメイトに譲るようになっていた。そしてフォートウェイン・ピストンズに、彼らにとっては4年ぶりとなるプレーオフ途中敗退を味わった後、ポラードは現役から引退した。
BAA/NBA計7シーズンのプレイでの通算成績は、通算5762得点2487リバウンド、平均13.2得点7.8リバウンドだった（リバウンドは1950-51シーズンからの計測）。

## プレースタイルと業績
ポラードは高い身体能力を持ったフォワードで、彼は練習でしばしばフリースローラインからジャンプしてダンクを決めたと言われており、そのずば抜けた跳躍力から"カンガルー・キッド"の異名をとった。またジャンプショットも得意としており、コーナーからのシュートを高確率で決めることができた。
- オールNBL1stチーム
- オールNBA（BAA）1stチーム：1949年, 1950年
- オールNBA2ndチーム：1952年, 1954年
- NBAオールスターゲーム：1951年, 1952年, 1954年, 1955年
- 殿堂入り

## コーチキャリア
ポラードは1955年から3シーズンラサール大学の男子バスケットボールチームを指揮し、48勝23敗の成績を残した。
1959-60シーズンからは古巣ミネアポリス・レイカーズのヘッドコーチに就き、以後シカゴ・パッカーズ、ABAのミネソタ・マスキーズ（マイアミ・フロリディアンズ）のヘッドコーチを歴任した。プロチームでの通算成績は295試合130勝165敗だった。

## 個人成績
| *    | リーグ1位       |
| 太字 | キャリアハイ    |
| †    | NBAチャンピオン |

### レギュラーシーズン
| Season   | Team     | GP  | MPG  | FG%  | FT%  | RPG | APG | PPG  |
| -------- | -------- | --- | ---- | ---- | ---- | --- | --- | ---- |
| 1948–49† | MNL      | 53  | –    | .396 | .687 | –   | 2.7 | 14.8 |
| 1949–50† | MNL      | 66  | –    | .346 | .764 | –   | 3.8 | 14.7 |
| 1950–51  | MNL      | 54  | –    | .352 | .750 | 9.0 | 3.4 | 11.6 |
| 1951–52† | MNL      | 65  | 39.2 | .356 | .704 | 9.1 | 3.6 | 15.5 |
| 1952–53† | MNL      | 66  | 36.4 | .357 | .769 | 6.8 | 3.5 | 13.0 |
| 1953–54† | MNL      | 71  | 35.0 | .370 | .778 | 7.0 | 3.0 | 11.7 |
| 1954–55  | MNL      | 63  | 31.1 | .354 | .812 | 7.3 | 2.5 | 10.8 |
| Career   | Career   | 438 | 35.4 | .360 | .750 | 7.8 | 3.2 | 13.2 |
| All-Star | All-Star | 4   | 24.3 | .304 | .750 | 5.5 | 3.3 | 12.0 |

### プレーオフ
| Year   | Team   | GP | MPG   | FG%  | FT%  | RPG  | APG  | PPG  |
| ------ | ------ | -- | ----- | ---- | ---- | ---- | ---- | ---- |
| 1949†  | MNL    | 10 | –     | .293 | .710 | –    | 3.9* | 13.0 |
| 1950†  | MNL    | 12 | –     | .286 | .710 | –    | 4.7  | 12.0 |
| 1951   | MNL    | 7  | –     | .324 | .833 | 8.9  | 3.9  | 13.6 |
| 1952†  | MNL    | 11 | 42.6* | .405 | .740 | 6.3  | 3.0  | 16.1 |
| 1953†  | MNL    | 12 | 37.9  | .371 | .774 | 7.2  | 4.1  | 14.3 |
| 1954†  | MNL    | 13 | 41.8  | .361 | .800 | 8.5  | 3.2  | 12.3 |
| 1955   | MNL    | 7  | 36.7  | .317 | .717 | 11.1 | 2.0  | 14.1 |
| Career | Career | 72 | 40.1  | .339 | .750 | 8.1  | 3.6  | 13.6 |

## コーチ戦績

### NBA/ABA
| Team    | Season  | Regular season | Regular season | Regular season | Regular season | Playoffs | Playoffs | Playoffs | Playoffs | Playoffs             |
| Team    | Season  | G              | W              | L              | W-L%           | G        | W        | L        | W-L%     | Results              |
| ------- | ------- | -------------- | -------------- | -------------- | -------------- | -------- | -------- | -------- | -------- | -------------------- |
| MNL     | 1959–60 | 39             | 14             | 25             | .359           | 9        | 5        | 4        | .556     | ディビジョン決勝敗退 |
| CHP     | 1961–62 | 80             | 18             | 62             | .225           | –        | –        | –        | –        | –                    |
| MNM MMF | 1967–68 | 78             | 50             | 28             | .641           | 10       | 4        | 6        | .400     | ディビジョン決勝敗退 |
| MNM MMF | 1968–69 | 78             | 43             | 35             | .551           | 12       | 5        | 7        | .417     | ディビジョン決勝敗退 |
| MNM MMF | 1969–70 | 20             | 5              | 15             | .250           | –        | –        | –        | –        | –                    |
| Career  | Career  | 295            | 130            | 165            | .441           | 31       | 14       | 17       | .452     |                      |